# Aceh
|  | Per a altres significats, vegeu «Aceh (desambiguació)». |

Aceh (transcripció fonètica: [ʔaˈtɕɛh], pronunciat aproximadament atgè) o Atjeh és una província d'Indonèsia (daerah istimewa), situada a l'extrem septentrional de l'illa de Sumatra. El nom sencer és Nanggröe Aceh Darussalam. Antigament també s'escrivia amb les formes Acheh, Achin i Atchin.

## Geografia
La muntanya més alta és el Mont Leuser (4.446 m), amb un parc nacional de 792.675 hectàrees. L'alçària mitjana és de 125 m sobre el nivell del mar. Hi ha 119 illes, 73 rius, 2 llacs i 35 muntanyes. El clima és tropical.

## Població
Les llengües parlades al territori són llengües austronèsies, principalment la llengua aceh (3 milions deparlants el 1999), i també el gayo (180.000 el 1989), Alas (80.000 el 1989), Tamiang, Simelu (100.000 el 1981, Ulu Singkil o Batak Karo (600.000 el 1991), Aneuk Jame, Kluet. Pel que fa a la religió, són majoritàriament musulmans (97,03%); altres creences molt minoritàries són el cristianisme amb el 2,3%. L'estructura d'edat el 1998 era la següent: 0-14 anys, 29,40%; 15-64 anys, 66,1%; 65 anys i més, 4,5%.
Les principals danses són Seudati, Saman, Meusekat, Ular-ular, Laweut, Guel i les cançons Piso Surit i Bungong Jeumpa

## Economia
Al voltant del 80% de la població viu del sector primari, amb l'arròs com a principal producte de conreu, però també tenen importància els conreus tradicionals com el coco, cafè, oli de palma, kapok, pebre, canya de sucre, tabac i nou moscada, però hi ha plantacions de fruites, blat i verdures. També és important la pesca i la ramaderia de búfals, pollastres i cabres. Hi ha jaciments minaires de petroli, gas natural, manganès, zinc, ferro, or i plata.
També hi indústries de ciment, fertilitzants, petrolieres, paper i manufactures. Hi ha hagut alguns intents de desenvolupar indústria turística, però el constant conflicte no la fa viable. Pel que fa a les comunicacions, hi ha 14.082 kilòmetres de carreteres, quaranta-dos ports i dos aeroports, Blang Bintang (Banda Aceh) i Maemun Saleh (Sabang).

## Història
Introducció de l'Islam
L'Islam es va introduir a Indonèsia primer a la regió d'Aceh. Les cròniques locals diuen que fou introduït el 1112 per un missioner àrab de nom Shaykh Abd Allah Arif; la seva obra fou continuada pel seu deixeble Burhan al-Din. El 1204 s'hauria establert el primer sultà Djahan Shah. Fonts musulmanes assenyales que el xerif de la Meca va enviar una missió a la meitat del segle xiii. En aquest temps la regió de Pasai (on hi havia els principats de Perlak i Samudra) ja era musulmana el 1283 i el sultà Malik al-Salih, el primer governant musulmà de Samudra, va morir el 1297 segons la datació de la seva tomba del sultà Malik as-Salih (o 1307) i és la primera evidència d'un govern musulmà a la zona de Sumatra i Malàisia. Ibn Battuta, que hi va passar camí de la Xina el 1345 i 1346, va trobar que el sultà de Samudra era seguidor de l'escola xafiïta de l'islam. El portuguès Tome Pires informà al començament del segle xvi en el seu llibre Suma Oriental que la majoria dels reis de Sumatra, d'Aceh a Palembang, eren musulmans. A Pasai, al nord d'Aceh, hi havia un port internacional on arribaven mercaders àrabs i musulmans d'altres llocs, però l'islam no s'havia estès cap a l'interior. Les regions d'Aru (que pertanyia al sultà de Samudra o Pasai) i les de Pedir i Lambri es van islamitzar el 1416.

### Sultanat d'Aceh
El Sultanat d'Aceh fou establert al segle xv i en el seu moment de màxim desenvolupament es va estendre cap al sud i fins a Satun al sud de Thailàndia, Johore a la península Malaia, i Siak (província de Riau). L'estat es va estendre més per mar que per l'interior; els seus competidors foren Johore i els portuguesos.
La tomba de Ratu Acheh, datada el 1380, porta la inscripció "Gusta barubasa empu Kedah Pasai Ma", que vol dir "les famílies que han abraçat l'Islam governen Kedah i Pasai"; Aceh era part del regne de Raja Siam (Müsli) Beruas Melayu Tua Gangga, Negara Kedah Pasai Ma, que nomenava sultans per regir els seus territoris i aigües. Els governants d'aquest imperi són coneguts com a Shyah Alam Yang Maha Mulia, descendents de perses i siamesos musulmans. Els portuguesos van ocupar Malaca el 1511 i molts comerciants van creuar els estrets i van comercial a Banda Aceh augment la riquesa dels governants d'Aceh
En el regnat del sultà Iskandar Muda al segle xvii, la influència d'Aceh es va estendre per Sumatra i la península Malaia. Aceh es va aliar a l'Imperi Otomà i a la Companyia Neerlandesa de les Índies Orientals en la seva lluita contra els portuguesos i Johore. El poder militar d'Aceh va disminuir i va quedar separat dels seus territoris de Kedah i Pinang a Malaia que van passar als britànics, i Sumatra que va passar als neerlandesos al segle xviii.
Al segle xix Aceh tenia força influència a causa de la seva estratègica posició i el control del comerç regional; el 1820 produïa la meitat de tota la pebre negra del món, que donava gran beneficis als governants i els caps dels ports sota sobirania d'Aceh. El sultà Tuanku Ibrahim, que va governar del 1838 a 1870, va assentar el seu poder
Després del tractat entre holandesos i britànics de 1824 els britànics van cedir les seves colònies a Sumatra als holandesos. En el tractat els britànics descrivien Aceh com una de les seves possessions però de fet no hi tenien cap control. Sota l'acord els holandesos van acceptar respectar la independència d'Aceh però el 1871 els britànics van acceptar que els holandesos en poguessin agafar el control per evitar la influència de França o els Estats Units, ja que corrien rumors de què els governants d'Aceh estaven en contacte amb França i l'Imperi Otomà.

### La guerra d'Aceh
Països Baixos va declarar la guerra a Aceh el 26 de març de 1873; Aceh va contactar amb representants americans a Singapur (1873); una expedició holandesa dirigida pel Major General Köhler va ocupar les zones costaneres el 1874 i va planejar l'ocupació del palau del sultà. El sultà va buscar ajut a Itàlia i el Regne Unit; l'exèrcit d'Aceh es va modernitzar i va poder rebutjar i matar Köhler que va fer diversos errors tàctics.
Una segona expedició dirigida pel general Van Swieten va aconseguir ocupar el palau del sultà (kraton) però el sultà mateix es va poder escapar i va organitzar una guerra de guerrilles durant deu anys. El 1880 els holandesos van canviar de tàctica i es van concentrar a defensar les àrees ja dominades que eren la capital (moderna Banda Aceh), i el port d'Ulee Lheue. El 13 d'octubre de 1880 el govern colonial va declarar el final de la guerra i va dedicar els seus recursos a controlar la zona ocupada.
La guerra es va reprendre el 1883 quan el vaixell britànic Nisero fou capturat una zona amb poca influència holandesa, i el líder local va demanar rescat als britànics i holandesos; sota pressió britànica els holandesos van intentar l'alliberament del vaixell; l'intent va fracassar al rebutjar cooperar el líder local Tenku Umar, i britànics i holandesos van envair el territori; el sultà va haver d'alliberar els ostatges però va rebre una quantitat de diners. Els holandesos però van seguir la guerra, amb pocs èxits com abans; la tàctica ara fou convèncer els líders locals als que es va comprar amb diners, opi i armes. Tenku Umar fou subornat i va rebre el títol de panglima prang besar (gran senyor).

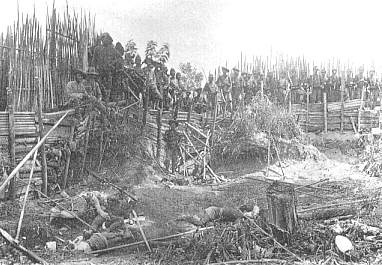
Fortí a Aceh capturat pels holandesos (1901)

Umar va agafar el nom de Tenku Djohan Pahlawan (Joan l'Heroi). L'1 de gener de 1894 Umar va rebre ajut holandès per formar un exèrcit, però el 1896 va utilitzar aquest exèrcit per atacar els holandesos en un episodi conegut pels holandesos com "Het verraad van Teukoe Oemar" (la traïció de Tenku Umar).
Mentre Aceh romania de fet independent (1892-1893) i llavors un oficial holandès, el Major J.B. van Heutsz, va escriure una sèrie d'articles sobre el país i que calia fer i va tenir el suport de Snouck Hurgronje de la Universitat de Leiden, principal expert en islam. Hurgronje va obtenir la confiança de diversos líders d'Aceh i va proporcionar informació valuosa als serveis d'intel·ligència holandesos. Hurgronje deia que el sultà no tenia molta influència i que on calia focalitzar era en els caps hereditaris (Ulee Balang) que haurien d'esdevenir administradors locals; en canvi els ulemes locals, que no podien ser convençuts, havien de ser destruïts. El consell fou seguit i el 1898 Van Heutsz fou proclamat governador, amb Hendrikus Colijn (després primer ministre d'Holanda) com lloctinent. Amb la nova tàctica es va poder conquerir gran part d'Aceh amb suport dels uleebelang. Van Heutsz va encarregar llavors al coronel Van Daalen de liquidar la resistència. Van Daalen va destruir diversos pobles i va matar elmenys 2900 habitants locals (1500 dones i criatures), mentre els holandesos només van perdre 26 homes. Van Daalen fou ascendit. El 1904 Aceh estava pràcticament sota control holandès amb un govern local indígena que cooperava amb les autoritats colonials. El balanç de la guerra fou d'entre 50 i 100.000 morts i un milió de ferits
Van Heutsz fou considerat un heroi a Holanda i anomenat el 'Pacificador d'Aceh' i va ser ascendit a governador general de les Índies Orientals Holandeses el 1904. Una estàtua li fou dedicada a Amsterdam. Tot i així la influència holandesa a les àrees remotes no fou mai gaire important i una certa lluita guerrillera va persistir, en part dirigida pels ulemes, fins al 1910 de certa importància, i mai acabada del tot.

### Segona Guerra Mundial
A la Segona Guerra Mundial els japonesos van ocupar Aceh i els ulemes van guanyar influència i van substituir als caps locals (uleebalang) que havien col·laborat amb els holandesos

### Independència d'Indonèsia
Al final de la guerra la lluita va esclatar (1945) entre els senyors locals que volien el retorn dels holandesos, i els ulemes que volien la independència i donaven suport a la República d'Indonèsia proclamada a Java. Foren aquestos els que van triomfar i la zona va romandre lliure durant el conflicte (guerra d'independència d'Indonèsia). Els holandesos no van intentar envair el territori. El cap dels ulemes Daud Bereueh, es va erigir en governador militar d'Aceh

### Rebel·lió islàmica
Després de la sortida dels holandesos el 1949, Aceh fou unida a la província de Sumatra del Nord, cosa que va disgustar als acehnesos que es consideraven ètnica, política i religiosament separats dels habitants d'aquesta província, molts d'ells cristians bataks. Això va portar a la rebel·lió de 1953, i es va proclamar l'Estat Islàmic (Darul-Islam), dirigit per Daud Bereueh.
La rebel·lió no va poder ser controlada del tot fins al cap d'anys. El 1959 Indonèsia va concedir a Aceh l'estatus de Territori Especial (daerah istimewa) amb un cert grau d'autonomia, superior al d'altres províncies, incloent la possibilitat d'un sistema legal propi. El 1963, Daud Bereueh va signar la pau que va posar fi a la revolta.

### Moviment Aceh Lliure
L'explotació dels recursos del país per companyies americanes van causar greuges sobre la distribució dels beneficis. Hasan di Tiro, un antic dirigent del Darul-Islam, va formar un grup anomenat Moviment Aceh Lliure i va proclamar la independència d'Aceh el 1976. El moviment fou inicialment poc important. Hasan di Tiro vivia exiliat a Suècia i tenia uns centenars de seguidors a Aceh. La província va seguir el desarrollisme de Suharto. Els incidents van augmentar a finals dels anys vuitanta i el govern va enviar a l'exèrcit que amb la seva repressió indiscriminada fou el millor agent dels guerrillers.
Als anys noranta l'ensorrament de l'estat central va donar ales al Moviment Aceh Lliure, que va obtenir un suport general i molt majoritari. Una manifestació demanant un plebiscit per a la independència, a la capital Banda Aceh, va tenir la presència d'entre mig milió i un milió de persones (d'un total de quatre milions). Indonèsia va augmentar l'autonomia de la província el 2001 amb dret de decidir sobre les inversions estrangeres i complert control sobre la llei a aplicar localment, però la repressió va seguir. El 2003 la xara o llei islàmica fou legalment introduïda.
El 2003 el govern va proclamar l'estat d'emergència i va reprendre la repressió que va seguir fins que el 6 de desembre del 2004 el tsunami de l'oceà Índic va arrasar la zona costanera.

### Tsunami

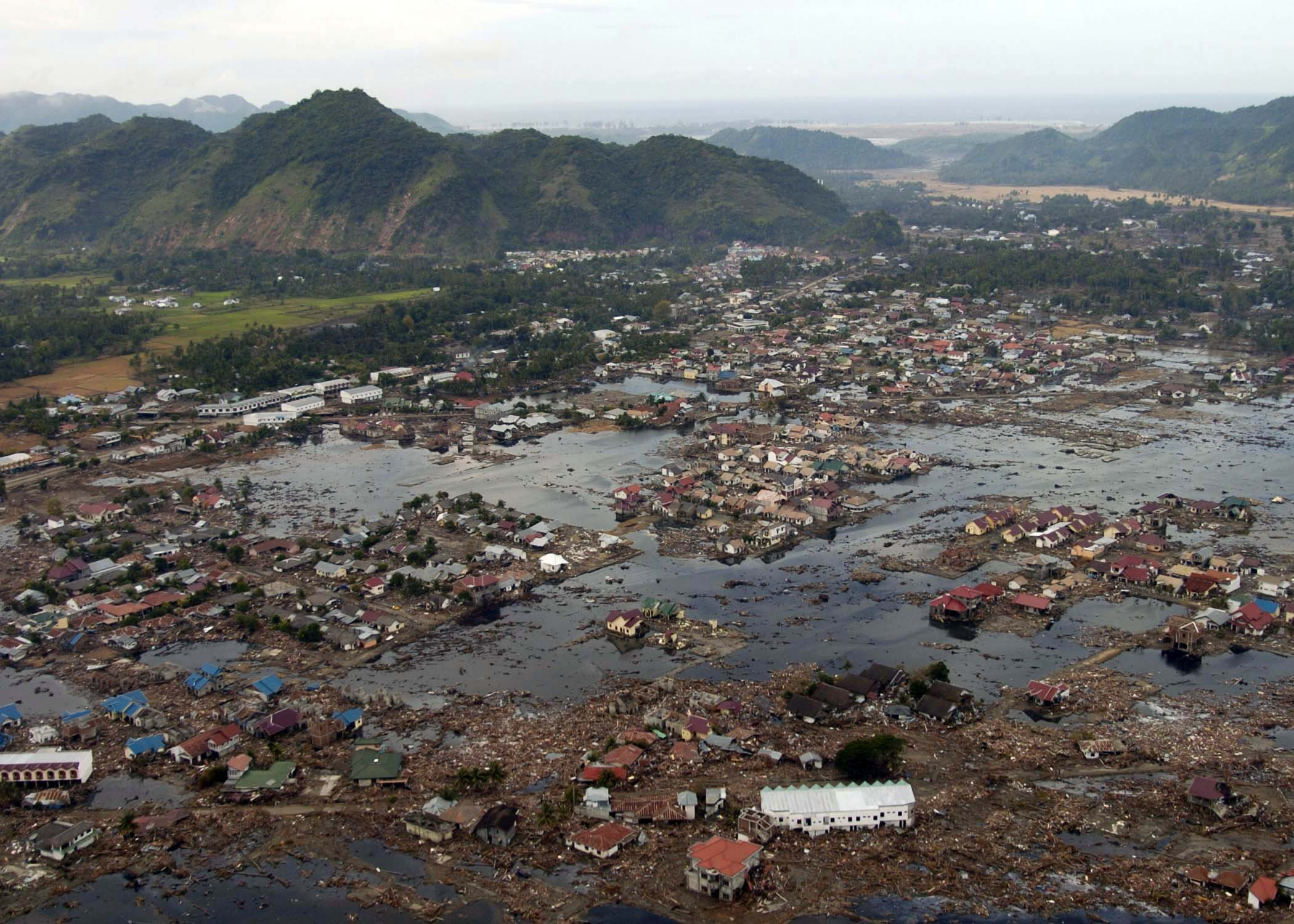
tsunami a Aceh

La costa oest, incloent Banda Aceh, Calang, i Meulaboh, van quedar assolades; els morts es calculen en 230.000 i mig milió van quedar sense casa; el tsunami va anar seguit d'un fort terratrèmol el 26 de març de 2005 que va matar 905 persones a Nias i Simeulue i en va desplaçar milers. La població abans del tsunami era de 4.271.000 persones segons el cens del 2004 i el 15 de setembre del 2005 era de 4.031.589. El 2006 encara milers de persones vivien en refugis provisionals i la reconstrucció, visible arreu, marxava amb lentitud. Banda Aceh no va patir una destrucció severa però les àrees properes a la mar, especialment Kampung Jawa i Meuraxa, foren destruïdes completament i molts pobles de la costa van desaparèixer del mapa o van quedar molt damnats com Lhoknga, Leupung, Lamno, Patek, Calang, Teunom, i l'illa de Simeulue. Una agència creada a l'efecte es va encarregar de la reconstrucció (Badan Rehabilitasi dan Rekonstruksi) dirigida per Kuntoro Mangkusubroto, ex ministre. Les pèrdues foren milionàries, estimades en 4,5 bilions de dòlars

## Acord de pau
El moviment rebel i el govern van decidir negociar la pau. El president electe Susilo Bambang Yudhoyono i el vicepresident Jusuf Kalla van tenir un paper moderat. Les converses foren organitzades per la institució Crisis Management Initiative, de l'expresident finlandès i premi Nobel de la pau Martti Ahtisaari. L'acord de pau final. L'acord es va signar el 15 d'agost del 2005 i establia una autonomia especial per Aceh i la retirada de l'exèrcit indonesi; el GAM (els rebels) es desarmava. 300 agents de la Unió Europea vigilarien el compliment. La seva missió es va acabar el 15 de desembre del 2006 després de les eleccions locals. Les violacions dels drets humans de l'exèrcit foren ignorades.
A les eleccions per governador del desembre del 2006 el GAM com a partit local, i els partits indonesis hi van participar. Va triomfar Irwandi Yusuf, amb el suport del que fou el GAM.

## Política
La regió especial d'Aceh fou establida el 7 de desembre del 1956 (Llei 24/1956). Envia 10 representants a la Cambra de representants indonèsia (DPR) (actualment 7 del Golkar i 3 del PPP) i 12 a l'altra (dos membres del PDI-P, dos membres de Golkar, quatre membres del PPP, dos membres del PAN, un membre del PBB, i un membre del PNU el 1999) i té un parlament regional de 119 membres.
La regió està dividida en 18 regències (kabupaten) i cinc ciutats (kota). La capital es Banda Aceh. Algunes zones locals poden gaudir d'una sub autonomia.
| Nom                           | Capital               | Est. | Estatut    | Àrea (km²) |
| ----------------------------- | --------------------- | ---- | ---------- | ---------- |
| Regència d'Aceh Besar         | Jantho                | 1956 | UU 24/1956 |            |
| Regència de Aceh Occidental   | Meulaboh              | 1956 | UU 24/1956 | 2.927,95   |
| Regència de Aceh del Sud-oest | Blangpidie            | 2002 | UU 4/2002  | 1.490,60   |
| Regència d'Aceh Jaya          | Calang                | 2002 | UU 4/2002  | 3.812,99   |
| Regència de Aceh del Sud      | Tapaktuan             | 1956 | UU 24/1956 | 4.946      |
| Regència d'Aceh Singkil       | Singkil               | 1999 | UU 14/1999 | 2.185      |
| Regència d'Aceh Tamiang       | Karang Baru           | 2002 | UU 4/2002  | 1.956,72   |
| Regència de Aceh Central      | Takengon              | 1956 | UU 24/1956 | 4.318,39   |
| Regència de Aceh del Sud-est  | Kutacane              | 1974 | UU 7/1974  | 4.231,41   |
| Regència d'Aceh Oriental      | Langsa                | 1956 | UU 24/1956 | 6.286,01   |
| Regència de Aceh del Nord     | Lhokseumawe           | 1956 | UU 24/1956 | 3.477,92   |
| Regència de Bener Meriah      | Simpang Tiga Redelong | 2003 | UU 41/2003 | 1.454,09   |
| Regència de Bireuen           | Bireuen               | 1999 | UU 48/1999 | 1.901,21   |
| Regència de Gayo Lues         | Blangkejeren          | 2002 | UU 4/2002  | 5.719,58   |
| Regència de Nagan Raya        | Suka Makmue           | 2002 | UU 4/2002  | 3.363,72   |
| Regència de Pidie             | Sigli                 | 1956 | UU 24/1956 | 3.086,95   |
| Regència de Pidie Jaya        | Meureudu              | 2007 | UU 7/2007  | 1.073,6    |
| Regència de Simeulue          | Sinabang              | 1999 | UU 48/1999 | 2.125,12   |
| Banda Aceh                    | *                     | 1956 | UU 24/1956 |            |
| Langsa                        | **                    | 2001 | UU 3/2001  | 262,41     |
| Lhokseumawe                   | **                    | 2001 | UU 2/2001  | 181,06     |
| Sabang                        | **                    |      |            |            |
| Subulussalam                  | **                    | 2007 | UU 8/2007  | 1.391      |

Notes:
1. (*) és una ciutat i capital (**) és una ciutat.
2. UU és una abreviació de Undang-Undang (Estatut de la llei).